# Zaplethocornia longipes
Zaplethocornia longipes är en stekelart som först beskrevs av Davis 1897.  Zaplethocornia longipes ingår i släktet Zaplethocornia och familjen brokparasitsteklar. Inga underarter finns listade i Catalogue of Life.